# Søgne kommun
Søgne kommun (norska: Søgne kommune) var en kommun i Vest-Agder fylke i södra Norge. Kommunens centralort var tätorten Søgne (Tangvall).
Den 1 januari 2020 slogs kommunen samman med Kristiansands kommun.

## Administrativ historik
Norges kommuner bildades på 1830-talet. Sedan dess har kommunen genomgått flera gränsjusteringar. 1913 bröt sig Greipstads kommun sig ur Søgne kommun. 1964 överfördes områden med totalt 53 invånare från Holums och Øyslebø kommuner. 1965 överfördes ett obebott område från Mandals kommun.
Den 1 januari 2020 slogs Søgne kommun samman med de båda grannkommunerna Songdalen och Kristiansand.

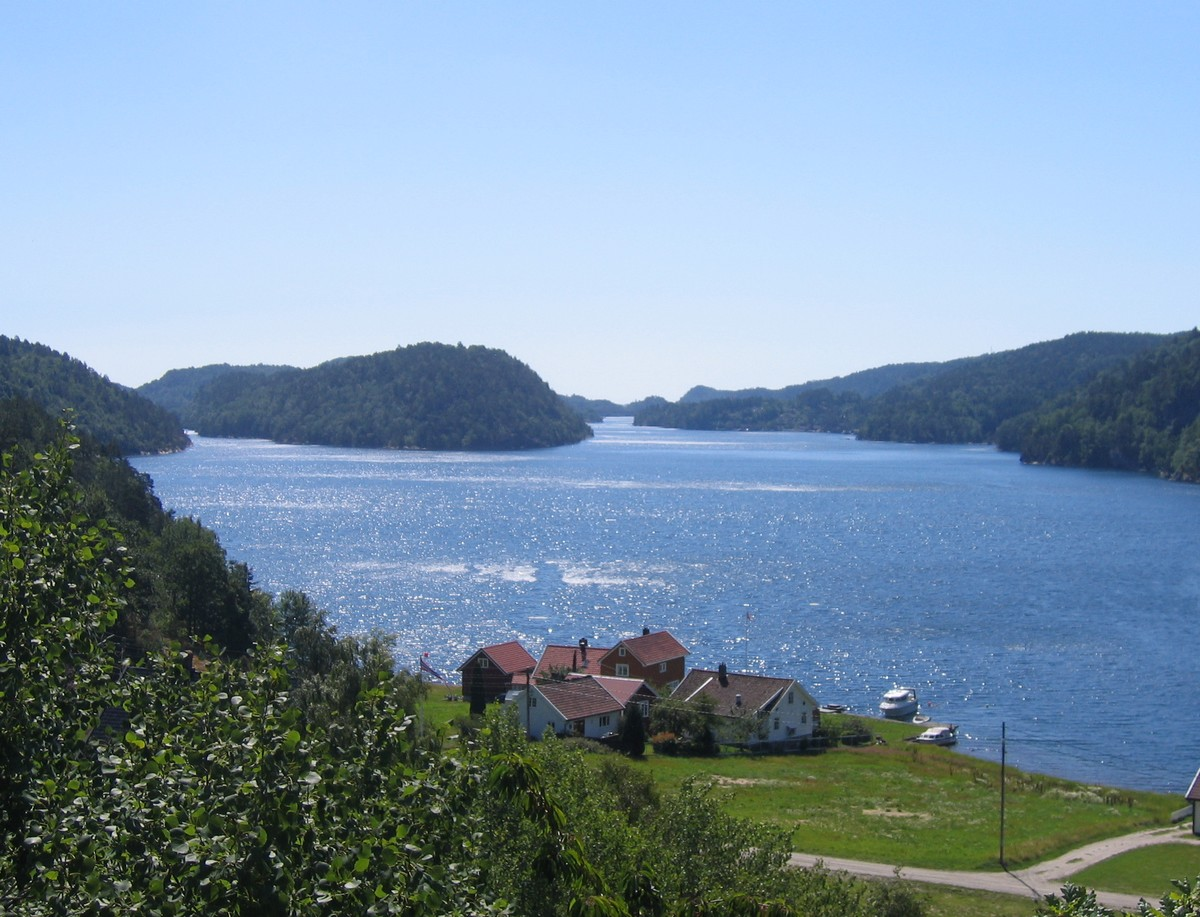
Trysfjord.